# Twixt (jeu)
Pour les articles homonymes, voir Twixt.
Premier jeu créé par Alex Randolph et édité par 3M en 1962, Twixt est un jeu de société combinatoire abstrait se jouant sur un plateau percé de trous répartis à l'intersection d'une grille de 24 lignes sur 24 colonnes.
Il a été édité depuis par d'autres grandes marques comme Avalon Hill, Dujardin, Schmidt Spiele ou plus récemment Kosmos.
Malgré des règles d'une simplicité exemplaire, ce jeu offre des parties d'une extrême profondeur. Le principe de ce jeu et sa dynamique le rendent très proche du Hex. 

## Matériel
La boîte contient :
- un plateau de jeu ;
- un ensemble de piliers et de ponts blancs (joueur blanc) ;
- un ensemble de piliers et de ponts rouges ou noirs (joueur noir).

Nota bene : il existe une version spéciale de Twixt où les piliers représentent des tours et les ponts représentent des murailles. Il s'agit d'une édition assez rare. Le jeu est également paru sous cette forme avec le nom Imuri.
Le jeu peut aussi se jouer avec un papier quadrillé et deux crayons.

## Règles du jeu

### Règles de base
Dans ce jeu les joueurs doivent essayer de relier les bords opposés du plateau avec une ligne continue, le joueur blanc doit créer une ligne verticale et le joueur noir une ligne horizontale.
Pour réaliser ceci, les joueurs sont munis de piliers et de ponts. Alternativement, ils placent un pilier dans un trou quelconque du plateau. Après avoir placé son pilier, le joueur peut relier deux à deux des piliers lui appartenant avec des ponts, à condition que ces deux piliers se trouvent à une distance correspondant à la distance d'un cavalier au jeu d'échecs.
Avant de jouer son coup, le joueur peut retirer un ou plusieurs de ses ponts qui pourraient le gêner. Ceci permet de rendre quasi impossibles les parties nulles.
Le joueur blanc commence.

### Règles spéciales
Règle du gâteau –
Cette règle s'applique au premier coup. Un des joueurs place un pilier blanc sur le plateau, c'est ensuite à l'autre joueur de choisir avec quelle couleur il jouera. Ceci permet d'annuler l'avantage du premier coup.
Handicap –
Si l'écart entre les joueurs est trop important, le joueur le plus faible jouera les blancs et pourra mettre son premier pilier au centre du plateau. Bien entendu la règle du gâteau ne s'applique pas ici.
Partie rapide –
La partie se déroule sur un plateau de 12×12.
 Avec papier et crayon  –
Il est permis que les ponts d'un seul joueur se croisent. Par conséquent, il n'est jamais nécessaire de retirer les ponts.

## Conditions de victoire
Le joueur qui arrive à relier les deux bords du plateau gagne la partie. Si aucun des deux joueurs n'y arrive, la partie est nulle.

## Lien
- (en) Quelques problèmes à résoudre